# 粉紅稅

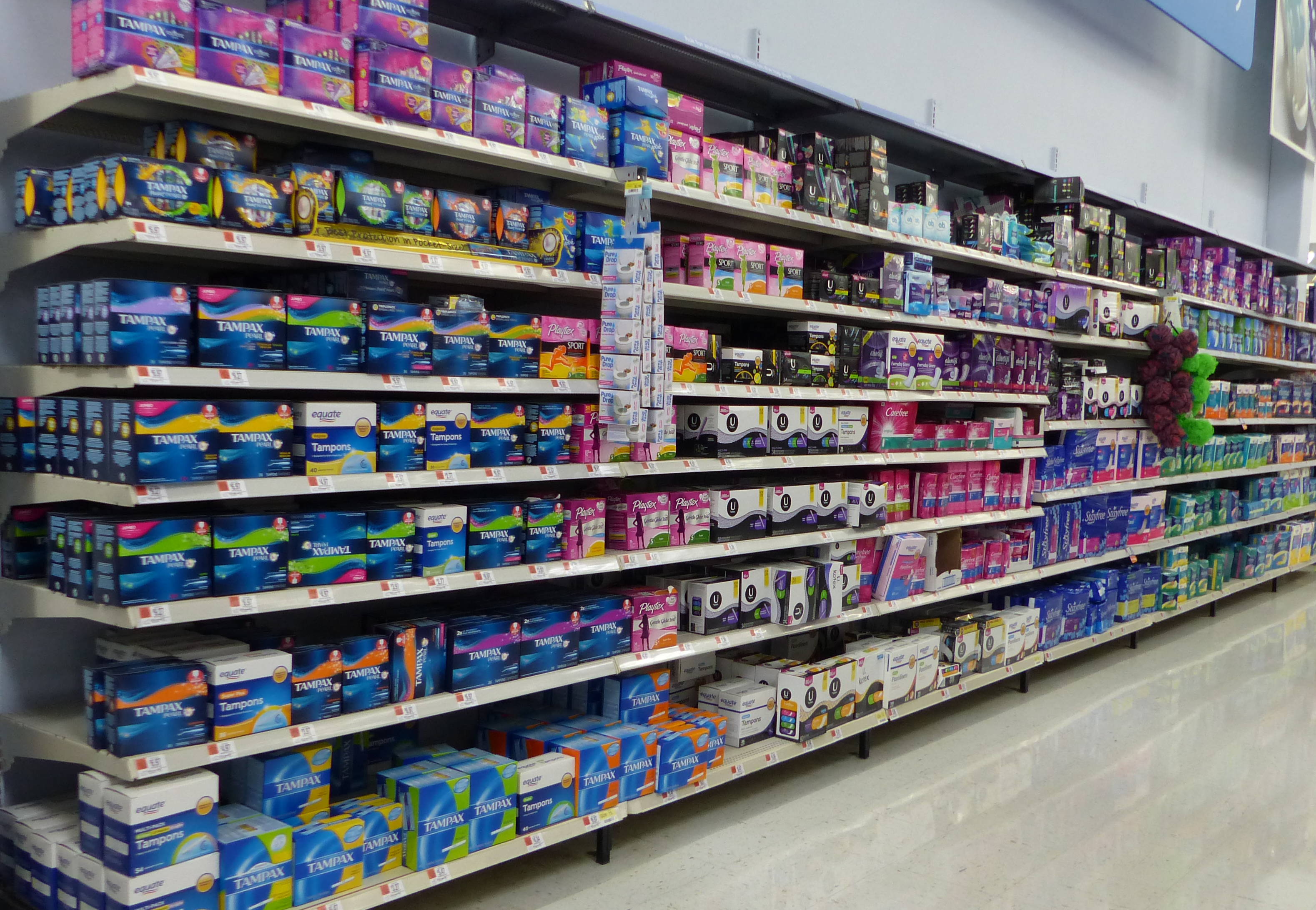
商店裡的女性衛生用品

粉紅稅（英語：Pink tax）是指專門針對女性銷售的產品比針對男性銷售的產品普遍更昂貴的趨勢。這種現象通常被歸因於基於性別的價格歧視，但研究表明，主要原因是女性更傾向選擇邊際成本較高的商品。這個名稱來自於被觀察到許多受影響的產品都是粉紅色的。

## 背景
紐約消費者事務局在2015年針對女性消費者的成本進行的一項研究得出結論，女性產品通常比男性產品更貴，而且沒有合理原因。研究得出的結論是，專門針對女性銷售的產品的價格平均比針對男性銷售的產品高出7%。這種差異適用於服裝、玩具和保健產品等。在玩具領域，女孩玩具的價格平均比男孩玩具高出7%。在童裝方面，女童服飾比男童服飾貴4%，女裝比男裝貴8%。差異最大的是個人護理/衛生產品，其中女性產品的價格比男性產品高13%。

## 原因
粉紅稅存在的原因有很多，包括關稅、產品歧視與產品差異化。造成這種差異的原因有很多，包括價格彈性以及人們認為女性比男性更願意支付更高的購買價格。其他報告表明，行銷的目標是女性作為有道德的消費者會支付更高的價格。
根據《華盛頓郵報》的文章，女性更有可能花更多的錢來改善自己的外表，因為不這樣做會帶來收入損失的風險。一些研究表明，有魅力的人往往會獲得更高的薪水、在學校獲得更高的成績、減少刑期以及更有可能在工作場所被雇用和晉升。

## 經濟影響
活動人士和政界人士認為，粉紅稅的經濟影響是女性的購買力較低，特別是考慮到基於性別的薪資差距。 粉紅稅進一步加劇了男女之間的經濟不平等。也有人認為，為向女性銷售的商品和服務支付更高的費用，而女性的收入普遍低於男性，意味著男性在經濟中擁有大部分購買力。對男性不需要的女性衛生用品徵稅進一步加劇了這種差異。

## 批評
对粉红税的批评包括一个原则，即这种想法剥夺了妇女的自主权和选择权，因為其暗示女性很容易被行銷洗腦，以至於她們無法選擇價格較低但在其他方面「完全相同」的男性替代品。相反，批評者將定價差異歸因於市場力量，並表示，如果女性繼續購買更昂貴的粉紅色剃須刀，那是因為她們看到了一些實用性或額外的美感，因此願意為此付費。價格的實質差異可能表示不同產品的適銷性有差異。批評者認為，雖然看似相同的產品和服務可能定價不同，但情感體驗和感知價值卻不同。
在一項研究指出了紐約市消費者事務部2015年頗具影響力的研究中的方法論缺陷：「首先，報告中考慮的產品佔品類銷售額的比例不到6%，而且並非隨機選擇。其次，雖然樣本是透過主觀配對男性和女性產品建構的，但我們發現樣本中的大多數配對在成分上有所不同。」他們認為，對證據的系統分析表明，在將同一家公司生產的產品與其他公司生產的產品進行比較時，可以發現這一點。在主要成分相同的情況下，男士產品在5個類別中的3個類別中價格更高。「這些發現並不支持女性產品存在系統性溢價。」

## 延伸閱讀
- Hatch, Miranda. . BYU Law Review. 15 October 2022, 47 (2): 651–683  [2023-12-16]. （原始内容存档于2023-12-03）.
- Crawford, Bridget J. . 7 March 2022. SSRN 4052085  请检查|ssrn=的值 (帮助). Yale Journal of Law & Feminism, Forthcoming.